# PKP-Baureihe Tw29
Die schmalspurigen Dampflokomotiven der PKP-Baureihe Tw29 der Oberschlesischen Schmalspurbahn (Górnośląskie Koleje Wąskotorowe) waren als Güterzuglokomotiven eingesetzt. Es wurden sechs Exemplare hergestellt. Die Fabriknummern des Herstellers Fablok in Chrzanów sind bekannt.
Die Lokomotiven waren immer auf den Oberschlesischen Schmalspurbahnen mit einer Spurweite von 785 mm im Einsatz. Das letzte Exemplar war bis 1976 im Dienst (Fabriknummer 409). Alle Lokomotiven wurden ausgemustert und verschrottet.

## Geschichte
Die Lokomotiven mit den Fabriknummern 313, 314, 315, 409, 410 und 435 entstanden auf Grundlage der Preußischen T 40 BMAG als Nachbau von Fablok in Chrzanów.
Die Lokomotiven wurden von den PKP als 2610–2615 bezeichnet und wurden bei der Deutsche Reichsbahn als 99 456–460 eingereiht. Nach dem Zweiten Weltkrieg erhielten die Lokomotiven von den PKP die Betriebsnummern Tw29-2481–2485.
Sie gehörten zu den stärksten Lokomotiven der Oberschlesischen Schmalspurbahnen und konnten in der Ebene Lasten bis 1000 t ziehen. Ihre Konstruktion wurde von den nach dem Zweiten Weltkrieg gebauten Baureihen Tw47 und Tw53 mitübernommen. Sie wurden erst durch die Zuweisung von FAUR L45H des rumänischen Fahrzeugherstellers Maschinenfabrik 23. August in Bukarest abgelöst. Die letzte Lokomotive war die Fabriknummer 409; sie wurde um 1976 ausgemustert.

## Konstruktion
Die Lokomotiven waren nach dem Konstruktionsprinzip der pr. T 39 fünfachsige Einrahmenlokomotive mit Innenrahmen. Zudem wurde der Gölsdorf-Achsantrieb der Preußischen T40 übernommen. Die Zylinder waren leicht schräg angeordnet. Das Laufwerk musste einen minimalen Kurvenradius von 38 m auf freier Strecke durchfahren können. Die zweite Achse hatte ein Seitenspiel von ±15 mm, die fünfte Achse ein Seitenspiel von ±26 mm. Die mittlere Achse hatte keinen Spurkranz.
Der Kessel entsprach dem der DR-Baureihe 99.73–76 mit 400 PS. Die Kesselaufbauten waren ein Dampf- und ein Sanddom sowie ein Läutewerk. Sie besaßen ursprünglich eine Petroleumbeleuchtung, in den 1960er Jahren erhielten sie eine elektrische Beleuchtung mit Turbogenerator und 24 V sowie eine Zug- und Stoßeinrichtung mit Mittelkupplung. Die äußeren Puffer haben breite Verstärkungsbleche zur Verhinderung der Überpufferung bei kleinen Bogenradien.